# 黄家花园 (天津市)
黄家花园原为清朝候补道台黄荫芬在天津英租界的私人花园，目前为天津市和平区的一个地名，广义上泛指东至河北路、西至营口道、南到成都道、北到南京路的一片区域，狭义上指山西路与西安道交会处一带。

## 历史
1860年，清朝候补道台黄荫芬在当时天津英租界小河道（Creek Road）和三安道（Shannon Road）交口东侧（今南京路与山西路交口东侧天隆里、荣光里一带)买下一片荒地建造房屋并兴建花园，后人称其住宅为黄家公馆，称其花园为“黄家花园”，后来，这一地区统称为黄家花园。二十世纪三十年代，天津英租界工部局将墙子河外划分为三个等级区，其中，黄家花园地区为二至三等区，属于住宅和商业铺面可并建区域，因此，当时天津的官僚买办陆续来黄家花园一带开设店铺，这一带逐步形成商业繁华区。此外，黄家花园的住宅区设有天隆里、荣光里、静远里、庆华里、慧丰里、鸿文里、忠义里、临河里、福顺里、鹏寿里、义达里和祯源里等社区。中华人民共和国成立后，以西安道和山西路为中心的黄家花园地区的商业规模不断扩大，在当时，这一区域建有玉华台饭庄、黄家花园百货商场、仁义和食品商场、曙光食品店、民园副食店、红艺照相馆、曙光电影院和天津市国际民航售票所等多家商业设施，但目前这些商业设施已不复存在。

## 区内道路
黄家花园区域内的主要道路有：
- 山西路 原三安道（Shannon Road）
- 西安道 原敦桥道（Tonbridge Road）
- 河北路 原威灵顿道（Wellington Road）
- 成都道 原伦敦道（London Road）
- 长沙路 原伯斯道（Perth Road）
- 岳阳道 原福发道（Forfar Road）
- 潼关道 原孟买道（Bombay Road）
- 湖南路 原西芬道（Severn Road）

## 交通
- 天津轨道交通
  - 一号线：营口道站